# Erdmannsdorf (Lippersdorf-Erdmannsdorf)
Erdmannsdorf ist ein Ortsteil der Gemeinde Lippersdorf-Erdmannsdorf im Saale-Holzland-Kreis in Thüringen.

## Lage
Erdmannsdorf liegt einen Kilometer westlich des Dorfes Lippersdorf und besitzt daher etwa das gleiche Umfeld. Stadtroda liegt etwas näher. Die Roda fließt auch im Tal. Beiderseitig sind die Hänge steil und auch bewaldet, wie die Anhöhen. Auch hier ist Saale-Holzland.

## Geschichte
Am 31. März 1206 wurde das Dorf erstmals urkundlich genannt. 160 Einwohner lebten 2012 im Ortsteil.

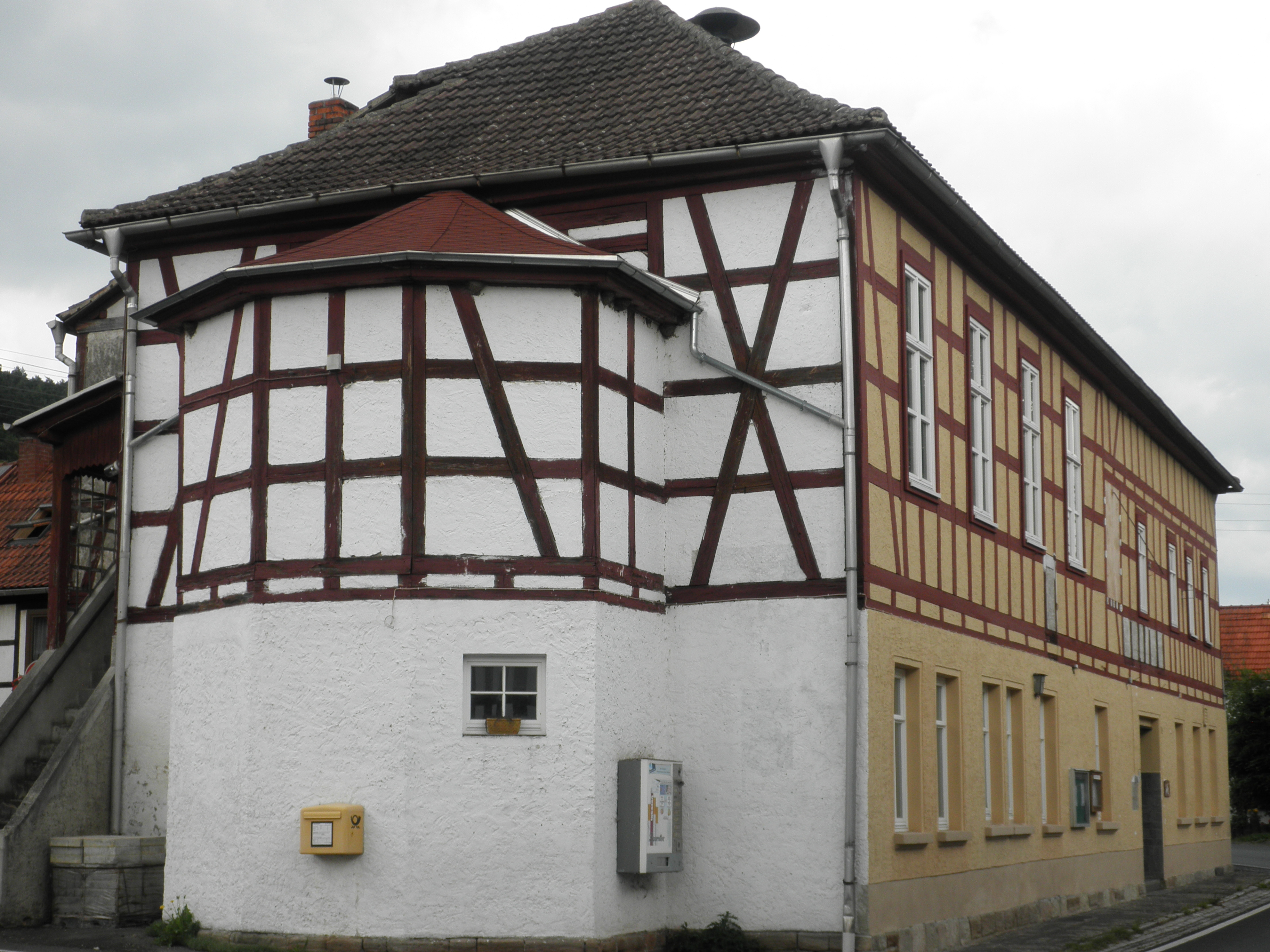
Gemeindehaus in Erdmannsdorf
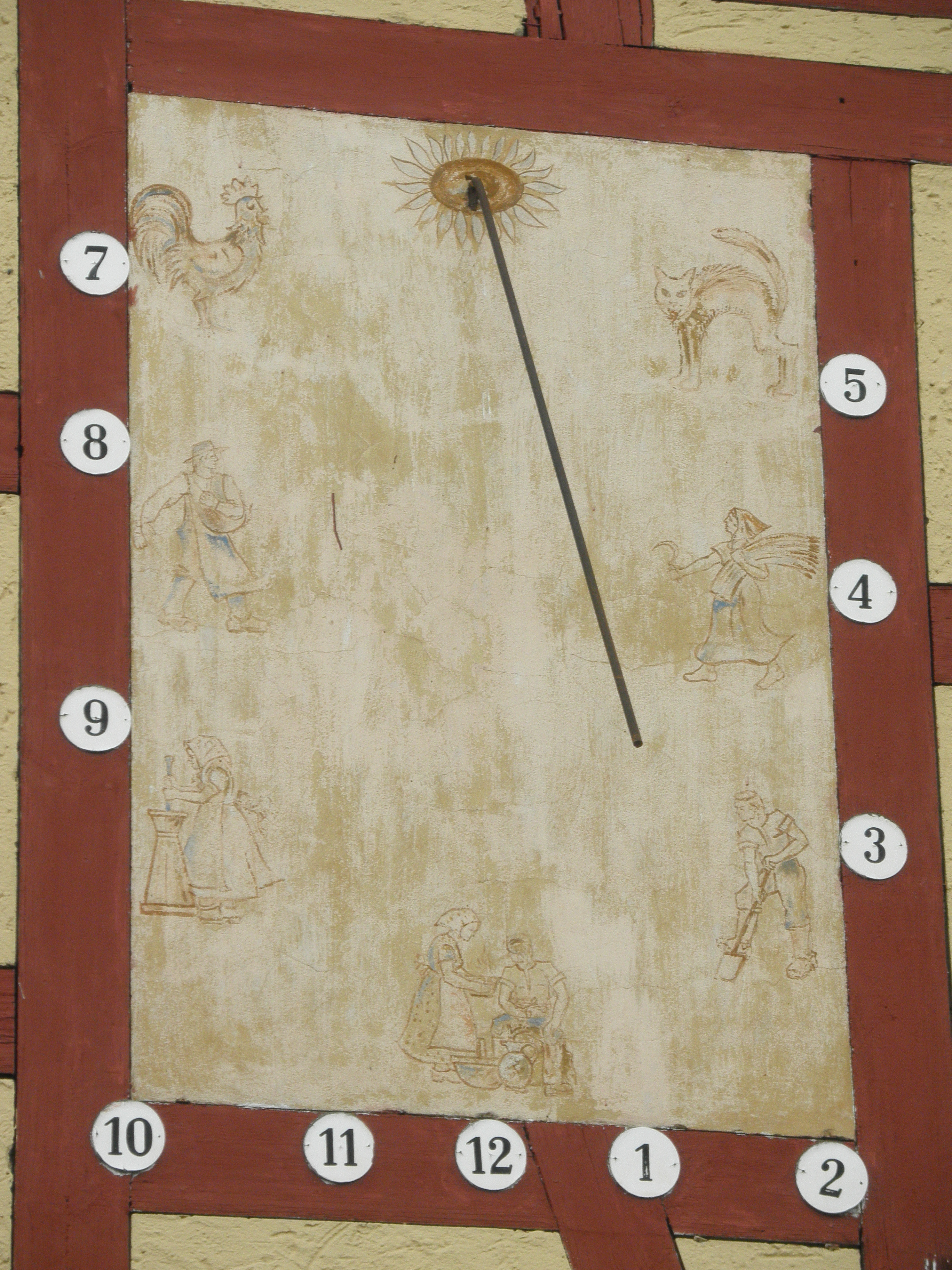
Sonnenuhr am Gemeindehaus in Erdmannsdorf
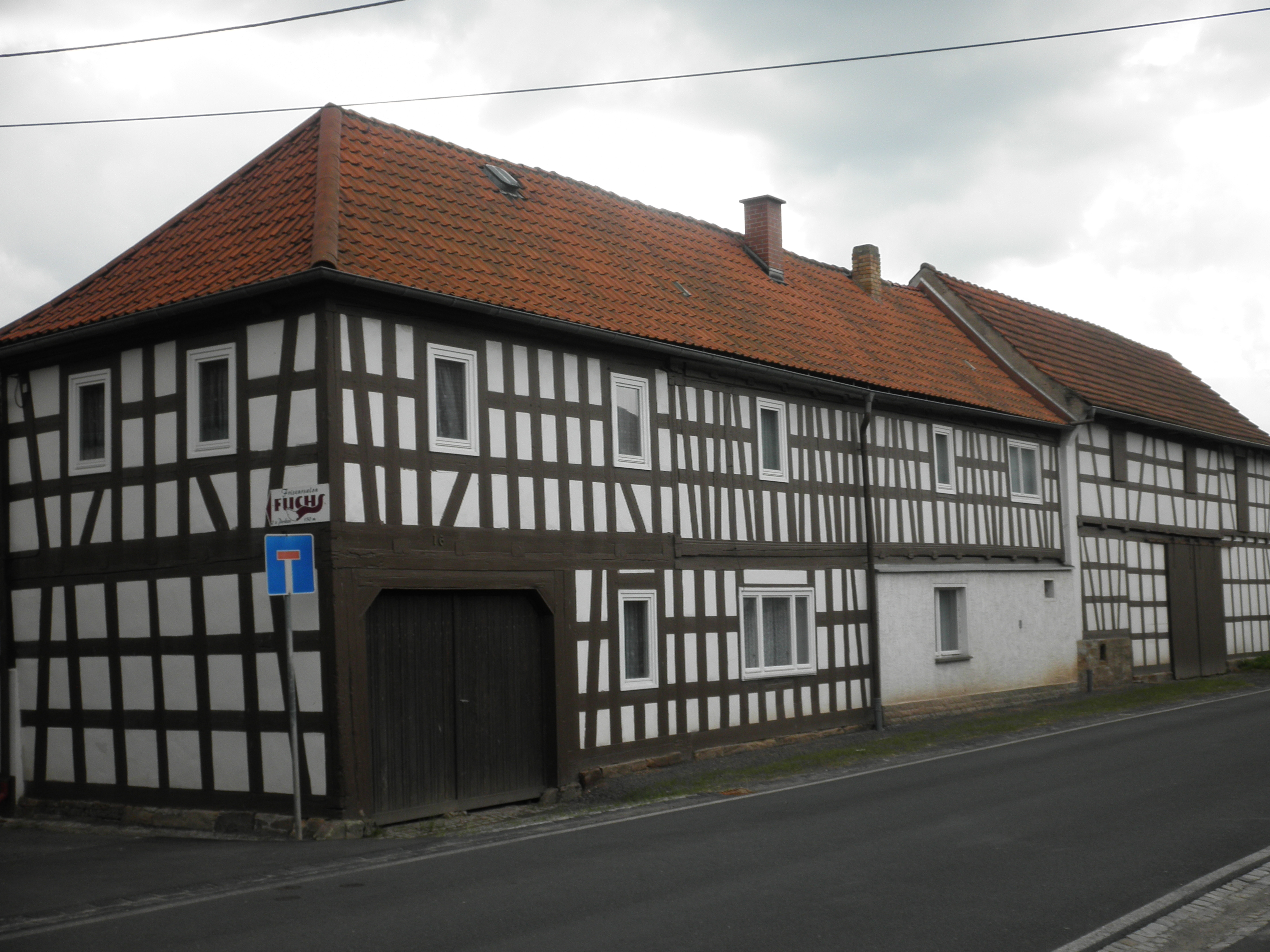
Fachwerkhaus in Erdmannsdorf

## In Erdmannsdorf geborene Persönlichkeiten
- Paul Weiser (1877–1967), Maler und Grafiker